# Nacarina
Nacarina is een geslacht van insecten uit de familie van de gaasvliegen (Chrysopidae), die tot de orde netvleugeligen (Neuroptera) behoort.

## Soorten
- N. aculeata de Freitas & Penny, 2001
- N. balboana (Banks, 1941)
- N. cordillera (Banks, 1910)
- N. deletangi (Navás, 1920)
- N. egena (Navás, 1930)
- N. furcata Navás, 1915
- N. gladius de Freitas & Penny, 2001
- N. lavrasana de Freitas & Penny, 2001
- N. megaptera (Navás, 1927)
- N. neotropica (Navás, 1913)
- N. panchlora (Gerstaecker, 1888)
- N. pletorica (Navás, 1919)
- N. robusta (Banks, 1905)
- N. sagitta de Freitas & Penny, 2001
- N. sanctiignatii (Navás, 1927)
- N. sanguinea (Navás, 1920)
- N. titan (Banks, 1915)
- N. valida (Erichson in Schomburgk, 1848)
- N. viridipennis (Alayo, 1968)
- N. wagneri (Navás, 1924)